# Aeroporto Internazionale di Greenville-Spartanburg
L'Aeroporto Internazionale di Greenville-Spartanburg (in inglese Greenville–Spartanburg International Airport) (IATA: GSP, ICAO: KGSP) è uno scalo aereo statunitense situato presso la cittadina di Greer, nella Carolina del Sud. Serve le città di Greenville e Spartanburg, le principali città settentrionali della Carolina del Sud. È il secondo aeroporto dello stato dopo l'Aeroporto Internazionale di Charleston.

## Storia
L'aeroporto fu aperto al traffico il 15 ottobre 1962.